# Антохори
Антохори (грч. Ανθοχώρι) је насељено место у општини Просечен у периферији Источна Македонија и Тракија, Грчка. Према попису из 2021. године било је 93 становника.
Према бугарском географу и историчару, Василу Канчову, у Антохорију је 1900. године живело 150 Турака. Године 1923. турско становништво је принудно исељено у Турску а на њихово место је насељено 45 грчких избегличких породица, којих је на попису из 1928. године било 187. Село се раније звало Бурсово.